# Równina Drawska
Równina Drawska (314.63) – mezoregion fizycznogeograficzny w północno-zachodniej Polsce, zaliczany ze względu na typ mezoregionów do sandrów w granicach ostatniego zlodowacenia z jeziorami w regionie nizin i obniżeń, przechodzący od północy w Pojezierze Ińskie i Wysoczyznę Łobeską, od wschodu w Pojezierze Wałeckie, od południa w Kotlinę Gorzowską i od zachodu w Pojezierze Choszczeńskie i Pojezierze Dobiegniewskie.

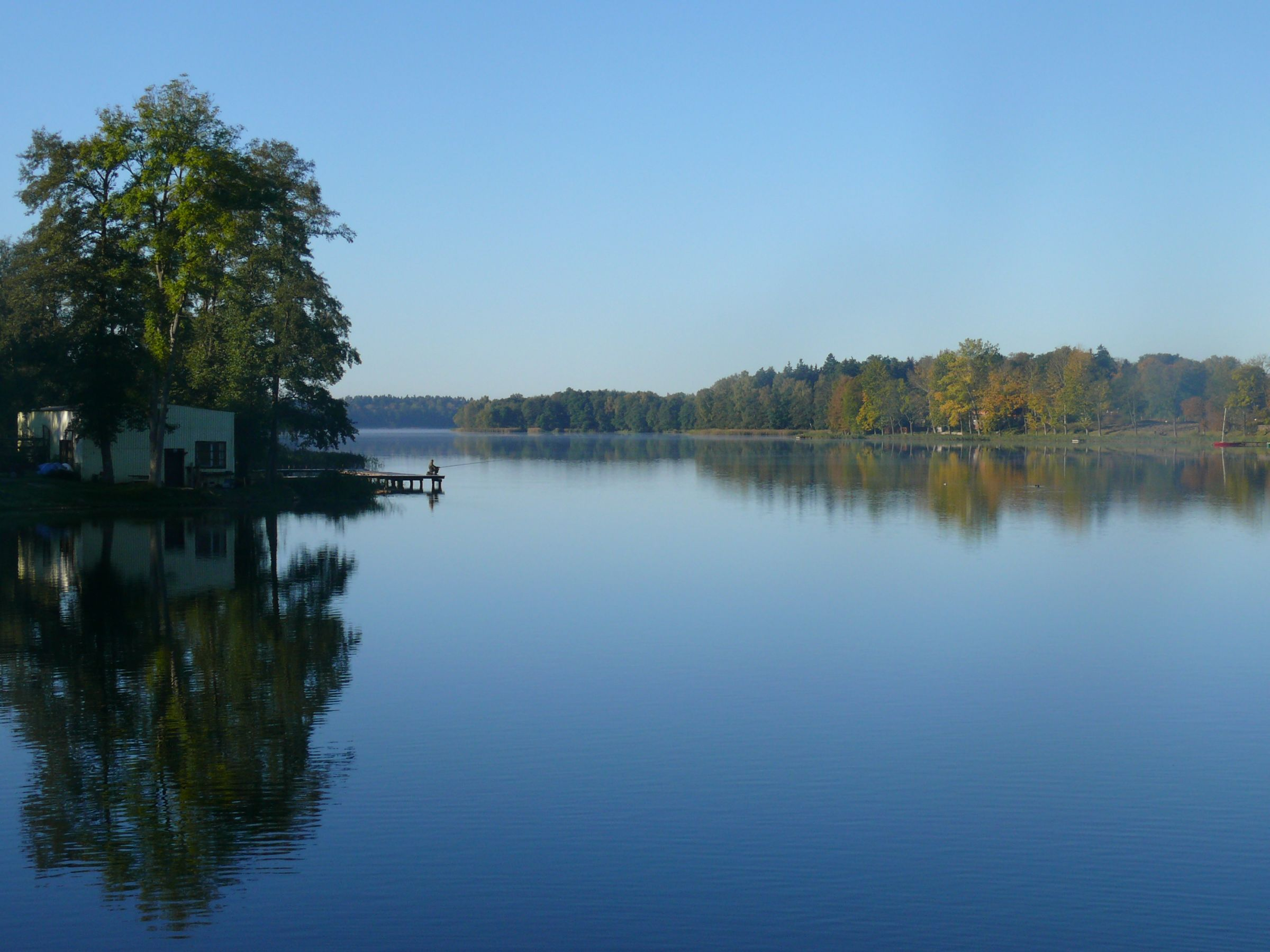
Jezioro Dubie

Obejmuje obszar około 1155 km², przy około 65 km długości wzdłuż osi północ–południe i średnio kilkunastu kilometrach szerokości wzdłuż osi wschód–zachód, przeważnie piasków glacjofluwialnych w dolinie Drawy, spod których gdzieniegdzie wyrastają pojedyncze moreny.
Na Równinie Drawskiej liczne są jeziora wytopiskowe, wśród nich większe: Przytoczno – 2,3 km², Radęcińskie – 1,7 km² i Dubie – 1,1 km².
Większa część równiny porośnięta jest borem sosnowym – Puszczą Drawską. W granicach mezoregionu utworzono Drawieński Park Narodowy, oprócz niego rezerwaty przyrody m.in. „Stary Załom”.
Na obszarze równiny położone jest miasto Drawno.